# Physalaemus kroyeri
Physalaemus kroyeri — вид земноводних родини свистунових (Leptodactylidae).

## Етимологія
Вид названо на честь данського зоолога Генрика Миколая Кроєра.

## Поширення
Ендемік Бразилії. Поширений на південному сході країни від північної частини штату Мінас-Жерайс та від центральної частини штату Баїя на північ до Сан-Жозе-ду-Бонфін та Мамангуапі в штаті Параїба. Живе у саванах каатинги.